# Ɲ
Ɲ ، ɲ یکی از نویسه‌های الفبای لاتین است و نشان‌دهندهٔ آوای خیشومی کامی. ɲ در الفبای آوانگاری بین‌المللی نیز نشان‌دهندهٔ آوای خیشومی کامی است. از این حرف در نگارش پاره‌ای از زبان‌های آفریقایی -از جمله بامبارایی و فولا در مالی- و همچنین چند زبان بومی آمریکا و روسیه چون زبان اینوئیت در آمریکای شمالی و زبان ننتسی در سیبری مورد استفاده‌است.